# Rubén Miño
Rubén Miño Peralta (ur. 18 stycznia 1989 w Cornellà de Llobregat) – hiszpański piłkarz występujący na pozycji bramkarza w rumuńskim klubie CSM Politehnica Jassy.

## Życiorys

### Kariera klubowa
W wieku 15 lat Miño trafił do La Masíi, piłkarskiej szkółki Barcelony. Po okresie dwuletniego wypożyczenia do lokalnego klubu UE Cornellà, Rubén powrócił do Barçy i od razu włączono go do kadry Barcelony B. W zespole rezerw zadebiutował 31 sierpnia 2008 w spotkaniu z PD Santa Eulalia. Ówczesnym trenerem drugiej drużyny był Josep Guardiola, który, gdy mianowano go na menadżera pierwszej drużyny, włączył Miño do pierwszego zespołu Barcelony. W 2012 odszedł do RCD Mallorca. Następnie grał w klubach: Real Oviedo, AEK Larnaka i Albacete Balompié.
17 stycznia 2019 podpisał kontrakt z rumuńskim klubem CSM Politehnica Jassy.

### Kariera reprezentacyjna
6 lutego 2009 Miño rozegrał swoje pierwsze spotkanie w barwach reprezentacji Hiszpanii do lat 21.

## Sukcesy

### Barcelona
- Klubowe mistrzostwa świata (1): 2009